# Ropilla
Se llamaba ropilla a una vestidura corta que llevaban los hombres en el siglo XVII sobre el jubón o encima de las armas. Era esta una prenda con mangas que se ceñía sobre los hombros, de cuyos pliegues pendían por lo general mangas sueltas. Por su parte, las mangas se adornaban a veces con cuchilladas, a través de las que se veía la ropa interior. 
El uso de la ropilla responde a la antigua costumbre de añadir una prenda sobre las armas, como, por ejemplo, la sobreveste. 
Cervantes relata en el Quijote cómo el ingenioso hidalgo vestía en sus andanzas ropilla sobre las armas hasta que le fue robada por los galeotes en su segunda salida.